# فایرپلای (مریلند)
فایرپلای (به انگلیسی: Fairplay) شهری در ایالت مریلند کشور ایالات متحده آمریکا است که جمعیت آن در سرشماری سال ۲۰۱۰ میلادی، ۵۸۰ نفر بوده‌است.